# Multimedia over Coax Alliance

## Historia
MoCA se creó en el año 2004, para definir estándares que permitan la transmisión de datos Ethernet sobre cable coaxial, pensando sobre todo en el aprovechamiento de las
redes de distribución de TV en el interior de los hogares.
La especificación MoCA MAC/PHY v1.0 fue publicada en febrero de 2006. MoCA realizó su primera ola de certificaciones también en febrero de 2006 para asegurar la interoperabilidad entre dispositivos de distinto fabricante.
Algunos de los miembros más destacados del consorcio son Actiontec, Alcatel-Lucent, ARRIS, AT&T, Broadcom, Broadlight, CiscoSA, Time Warner Cable, Comcast, Conexant, Cox Communications, DirecTV, Echostar, Entropic, Freescale, Huawei, Infineon, Intel, LG, Linksys, Motorola, Netgear, Pace, Panasonic, Pulse Engineering Archivado el 3 de febrero de 2011 en Wayback Machine., Samsung, SPIRENT Communications, STMicro, Tellabs, Texas Instruments, TimeWarner Cable, Westell, Verizon, y 2Wire.

## MoCA 1.1
El 23 de octubre de 2007,  Entropic Communications anunció la disponibilidad del primer chip MoCA 1.1 . Las características de esta norma modificada permiten una velocidad de hasta 175 Mbit/s y 16 dispositivos en la red del hogar. En la actualidad son numerosos los fabricantes que cumplen este estándar http://www.mocalliance.org/industry/certified_products.php?PHPSESSID=dee26604294fd5c7558d4ce45fe7ad19 Archivado el 29 de agosto de 2010 en Wayback Machine..

## MoCA 2.0
MoCA 2.0 se aprobó el 15 de junio de 2010. Establece dos modos de funcionamiento, básico y mejorado, con 400 Mbit/s y 800 Mbit/s de rendimiento. Para conexiones WAN punto a punto, se pueden llegar a alcanzar 500 Mbit/s en el modo básico y 1 Gbit/s en el mejorado.

### En inglés
- Multimedia over Coax Alliance
- MoCA Blog
- MoCA Blog Twitter en X (antes Twitter)
- MoCA Blog Facebook

- Datos: Q1165433